# Антон Дончев (скулптор)
 Тази статия е за художника резбар.  За писателя вижте Антон Дончев.  
Антон Цанев Дончев е български художник пластик, професор в Националната художествена академия. Работи в областта на съвременната българска дърворезба и скулптура в дърво.

## Биография
Роден е на 3 април 1943 г. в Трявна. Завършва ВИИИ „Николай Павлович“, специалност Резба, в курса на проф. Асен Василев през 1969 г. Постъпва като преподавател в специалност Резба в Националната художествена академия през 1978 г. От 1984 г. е доцент, а от 1989 г. е професор.
Член на Съюза на българските художници и негов председател през 1989 – 1990 г.
Има богата творческа биография. Освен участия в национални и международни артистични форуми. Творбите му са наситени с фигуративен образ и имат илюстративен, митологичен или символен характер.
| „                  | Благодаря на съдбата, че ме е дарила с привилегията да се занимавам и радвам на изкуството. Само то може да ми предложи защитени пространства, в които да избягам, да градя и да сривам илюзии, в тях да търся брод и крещя за помощ. | “ |
| А. Дончев, 2008 г. | |   |

Антон Дончев умира на 8 май 2024 година.

## Участия в изложби и пленери
- 1969 – Участие в IX Световен младежки фестивал, София / Награда на МК/
- 1972 – Национална изложба декоративни изкуства, София, Изложба на българско декоративно-приложно изкуство в Москва, Ленинград, Варшава
- 1974 – Национална изложба декоративни изкуства, София
- 1975 – IV Обща младежка изложба, София / Награда на комитета за изкуство и култура/, Обща художествена изложба, Ямбол
- 1978 – изложба „Естетизиране на градска среда“ /награда на СБХ/
- 1980 – изложба ОХИ „Легенди и митове“ /лауреат на държавна награда/
- 1984 – Колективна изложба „Галерия – 15“, МОСС Норвегия
- 1986 – изложба „Монументални изкуства“, София
- 1988 – изложба на български приложни изкуства, Кувейт
- 1993 – обща художествена изложба, Белгия и САЩ
- 1997 – пленер по скулптура в дърво, Велико Търново
- 1998 – изложба „Секция Резба“ към СБХ, София /награда на секция „Резба“/
- 2000 – пленер по скулптура в дърво, Доспат
- 2002 – изложба „Артистични фамилии“, салон на изкуствата НДК, София
- 2003 – изложба галерия „Максим“, София
- 2006 – изложба „110 години НХА“, Созопол, Истанбул, София
- 2008 – Юбилейна изложба галерия „Райко Алексиев“, София
- 2010 – изложба „Прераждането на резбата“ галерия Академия, София
- 2012 – участие в IV Международна лятна академия, Ахтопол
- 2016 – участие в III Лятна академия ‚Скулптура в дърво“, Пампорово

## Награди и отличия
- 1969 – Награда на Министерство на културата (триптих „Българки“);
- 1972 – Първа награда от Национална изложба за декоративно изкуство (резбено пано „Плодородие“);
- 1975 – Награда на Комитета за изкуство и култура (резбено пано „Сватба“);
- 1978 – Награда за декоративно-приложни изкуства на СБХ (резбено пано „Светлина“);
- 1980 – Награда на Комитета за изкуство (резбено пано „Любовта на слънцето“);
- Удостояване със звание Лауреат на Държавна награда „Георги Димитров“ за постижения в развитието на съвременната българска дърворезба;
- 1981 – Награда „София“ за изобразителни изкуства;
- 1998 – Награда на секция „Резба“ към СБХ;
- 2008 – Награда на салон на изкуствата, НДК, София;
- Награда „София“ за изобразителни изкуства;
- 2009 – Почетен гражданин на Трявна[1]

## За него
- Албум „Антон Дончев“. // ИСПАНИКА, София, 2008.
- Ангелов, В., д. Димитров, В. Янева, С. Лозанова. Съвременни декоративно-приложни изкуства в България. София, 1989.
- Ангелова, Л. Декоративно изкуство ’98. София, 2000.
- Василчина, В. Светът през погледа на един резбар. // Пром.естетика/декоративно изкуство, 1980, кн.3, с. 28.
- Енциклопедия на изобразителните изкуства България в 3 тома, т. 1 (А-Л), Институт за изкуствознание на БАН, Издателство на Българската академия на науките, София, 1980.
- Съвременно българско монументално изкуство 1956 – 1986, под редакцията на Христо Стефанов и Максимилиян Киров, Съст. Кристина Стефанова и кол.: Филип Зидаров, Цветана Филипова, Сашка Венева, Кремена Попова, Лиляна Българова. Комитет за култура, ДО „Изобразително изкуство“, Държавно издателство „Д-р Петър Берон“, София, 1986.
- Лозанова, С. Фолклорната традиция в съвременното декоративно-приложно изкуство. София, 2005.
- Милчева, Х. Разговор за дърворезбата. София, 1989.
- Несторова, А. Антон Дончев. // Изкуство, 1980, кн. 9, с. 19.
- Обретенов, А., З. Манолов, Д. Станков. Съвременно българско декоративно и приложно изкуство. София, 1980.
- Якимова, В. Човешката фигура в българската дърворезба през 60-те – 80-те години на XX век. София, 2006.